# Бугров, Владимир Евграфович
Владимир Евграфович Бугров (род. 1933) — советский инженер-конструктор космической техники, кандидат в космонавты. 

## Биография
В 1956 году окончил Московский авиационный институт (МАИ) им. Серго Орджоникидзе по специальности «инженер-механик по авиадвигателестроению».
С 1956 по 1961 годы работал в ОКБ-301 (ныне НПО имени С. А. Лавочкина). Участвовал в разработке:
- межконтинентальной кылатой ракеты (МКР) «Буря»
- зенитного ракетного комплекса «Даль».

В 1961 году переведён в ОКБ-1 (ныне ОАО РКК «Энергия» им. С. П. Королёва). Участвовал в проектировании:
- тяжёлого межпланетного корабля (ТМК) для пилотируемого облёта Венеры и Марса
- лунного орбитального корабля (ЛОК) (старший инженер, затем ведущий конструктор)
- многоразового ракетно-космического комплекса Энергия-Буран (руководитель группы и ведущий конструктор)

Уволен из РКК «Энергия» 6 января 1995 года в связи с уходом на пенсию.
В начале 1990 годов был директором малого предприятия «Одиссей», строившего яхту «Пётр Великий»  для участия в кругосветной гонке «Whitbread» (ныне The Ocean Race) 1993/1994 годов.
Академический советник Российской инженерной академии.
Заслуженный ветеран РКК Энергия им. С. П. Королева. Заслуженный инженер России.